# The Best Of (Céline Dion)
The Best Of Céline Dion è la quinta raccolta di successi della cantante canadese Céline Dion, pubblicato in Europa nel giugno 1988. È il suo tredicesimo album ed il primo ad essere pubblicato in diversi paesi europei e con l'etichetta Carrere Records/Mega Records. In Germania l'album è stato pubblicato con il titolo Vivre. Il singolo che ha preceduto la pubblicazione fu Ne partez pas sans moi, canzone che vinse all'Eurovision Song Contest dello stesso anno.

## Antefatti
Il 30 aprile 1988, Céline Dion vinse l'Eurovision Song Contest a Dublino, in Irlanda, dove rappresentò la Svizzera con la canzone Ne partez pas sans moi. Dopo questo successo, il singolo fu distribuito in alcuni paesi europei all'inizio di maggio e Céline lo promosse a metà maggio in Svizzera, Francia, Danimarca, Germania, Finlandia e Italia. Il singolo entrò nelle classifiche europee raggiungendo l'undicesima posizione in Svizzera, la numero dodici in Belgio, la trentaseiesima posizione in Francia e la numero quarantadue nei Paesi Bassi. Successivamente, nel giugno dello stesso anno, la Carrere Records/Mega Records pubblicò una raccolta di brani della Dion, tra cui Ne partez pas sans moi. L'album, intitolato The Best of Céline Dion, è stato distribuito in alcuni paesi europei; in Germania è stato re-intitolato in Vivre e pubblicato con una copertina diversa.

## Contenuti e successo commerciale
The Best Of Céline Dion inizia proprio con la canzone vincitrice dell'Eurovision. Le altre canzoni sono state precedentemente pubblicate in Francia sugli album Du soleil au cœur (1983) e Les oiseaux du bonheur(1984) o solo come singoli come il caso di C'est pour vivre (1985), Billy (1986), Je ne veux pas (1987) e La religieuse (1988). Oltre a Ne partez pas sans moi, l'album contiene anche un'altra canzone di successo, D'amour ou d'amitié, singolo che raggiunse la top ten in Francia nel 1983 e fu certificato disco d'oro dalla SNEP per aver venduto oltre 500 000 copie. Le canzoni scritte tra il 1982 e il 1986, sono state prodotte da Eddy Marnay e Rudi Pascal. I brani più recenti furono prodotti da Romano Musumarra, Didier Barbelivien, Urs Peter Keller e Atilla Şereftuğ.
The Best of Céline Dion vendette 100 000 copie.

## Tracce

### The Best Of Céline Dion
1. Ne partez pas sans moi – 3:07 (Nella Martinetti, Atilla Şereftuğ)
2. Billy – 2:58 (Eddy Marnay, Patrick Lemaitre)
3. Je ne veux pas – 3:50 (Marnay, Romano Musumarra)
4. D'amour ou d'amitié – 3:59 (Marnay, Jean Pierre Lang, Roland Vincent)
5. Mon ami m'a quittée – 3:00 (Marnay, Christian Loigerot, Thierry Geoffroy)
6. C'est pour vivre – 3:58 (Marnay, André Popp)
7. La religieuse – 3:55 (Didier Barbelivien)
8. C'est pour toi – 4:02 (Marnay, François Orenn)
9. Les chemins de ma maison – 4:17 (Marnay, Alain Bernard, Lemaitre)
10. Trois heures vingt – 3:38 (Marnay, Lemaitre)
11. Les oiseaux du bonheur – 3:33 (Marnay, Popp)
12. Benjamin – 4:38 (Marnay, Pierre Papadiamandis)

## Pubblicazione
| Regione                    | Data | Etichetta | Formato  | Catalogazione |
| -------------------------- | ---- | --------- | -------- | ------------- |
| Danimarca, Francia, Spagna | 1988 | Carrere   | CD       | 96-545        |
| Danimarca, Francia, Spagna | 1988 | Carrere   | Disco    | 66-545        |
| Danimarca, Francia, Spagna | 1988 | Carrere   | Cassetta | 76-545        |
| Germania                   | 1988 | Carrere   | CD       | CAR 8 26833   |
| Germania                   | 1988 | Carrere   | Disco    | CAR 6 26833   |
| Germania                   | 1988 | Carrere   | Cassetta | CAR 4 26833   |
| Svizzera                   | 1988 | Mega      | CD       | MRCD 3314     |
| Svizzera                   | 1988 | Mega      | Disco    | MRLP 3314     |
| Svizzera                   | 1988 | Mega      | Cassetta | MRMC 3314     |